# Берггреен, Клаус
Клаус Берггреен (дат. Klaus Berggreen; род. 3 февраля 1958, Вирум, Копенгаген) — датский футболист, полузащитник. Бронзовый призёр чемпионата Европы 1984 года.

## Карьера

### Клубная
Клаус Берггреен начал заниматься футболом в шестилетнем возрасте в клубе «Люнгбю». С этой же командой полузащитник дебютировал в профессиональном футболе. Вместе с «Люнгбю» футболист пробился из третьего дивизиона Дании в высший
 и в 1981 году стал вице-чемпионом страны.
Летом 1982 года Берггреен перешёл в клуб итальянской Серии А «Пиза». Отыграв два следующих сезона в высшем дивизионе, команда выбыла в Серию B, но год спустя вернулась в сильнейшую лигу Италии, став победителем второго дивизиона. В 1986 году «Пиза» выиграла Кубок Митропы. Датский полузащитник выступал в «Пизе» до окончания сезона 1985/86 и за это время сыграл за команду 124 матча и забил 29 голов.
Сезон 1986/87 Клаус Берггреен провёл в «Роме», а следующий — в «Торино». Выступая за эти команды, футболист забил ещё 8 голов в чемпионате, что делает его самым результативным датским легионером итальянских клубов
.
В 1988 году Берггреен вернулся в Данию, в родной «Люнгбю», ставший к тому времени чемпионом и двукратным обладателем кубка страны. В «Люнгбю» полузащитник играл до окончания чемпионата 1989 года, после чего завершил карьеру игрока.

### В сборной
Клаус Бергреен выступал за юношеские сборные Дании возрастных категорий до 17 и до 19 лет, а также за молодёжную команду. За первую сборную страны полузащитник начал выступать в 1979 году, когда его клуб «Люнгбю» ещё играл в первом дивизионе. Впрочём к моменту переезда в Италию на счету Берггреена было лишь 2 матча за национальную команду.
10 ноября 1982 года Клаус Берггреен дебютировал в отборочном турнире к чемпионату Европы—84. В перерыве матча против команды Люксембурга он заменил Пребена Элькьер-Ларсена и на 66-й минуте забил победный гол
.
Затем полузащитник участвовал ещё в 6 матчах отборочного турнира, в том числе и в выездной игре против Англии, в которой датчане одержали победу со счётом 1:0. В итоге сборная Дании заняла первое место в своей отборочной группе и попала на финальный турнир, а Берггреен оказался в заявке команды на континентальное первенство. На турнире футболист провёл 3 матча и забил гол в ворота сборной Югославии.
В 1986 году Клаус Берггреен был в заявке датчан на чемпионат мира и сыграл на турнире 2 матча. Два года спустя полузащитник также принимал участие в 2 матчах своей команды на чемпионате Европы, оба раза выходив на замену (в матчах против ФРГ и Италии)
.
В том же 1988 году футболист прекратил выступления за сборную.

## Статистика

### Матчи Берггреена за сборную Дании
| Матчи Берггреена за сборную Дании | Матчи Берггреена за сборную Дании | Матчи Берггреена за сборную Дании | Матчи Берггреена за сборную Дании | Матчи Берггреена за сборную Дании | Матчи Берггреена за сборную Дании   |
| --------------------------------- | --------------------------------- | --------------------------------- | --------------------------------- | --------------------------------- | ----------------------------------- |
| №                                 | Дата                              | Соперник                          | Счёт                              | Голы Берггреена                   | Соревнование                        |
| 1                                 | 29 августа 1979                   | Финляндия                         | 0:0                               | —                                 | Чемпионат Северной Европы 1978—1980 |
| 2                                 | 12 июля 1980                      | СССР                              | 0:2                               | —                                 | Товарищеский матч                   |
| 3                                 | 27 октября 1982                   | Чехословакия                      | 1:3                               | —                                 | Товарищеский матч                   |
| 4                                 | 10 ноября 1982                    | Люксембург                        | 2:1                               | 1                                 | Чемпионат Европы 1984 (отбор)       |
| 5                                 | 27 апреля 1983                    | Греция                            | 1:0                               | —                                 | Чемпионат Европы 1984 (отбор)       |
| 6                                 | 1 июня 1983                       | Венгрия                           | 3:1                               | —                                 | Чемпионат Европы 1984 (отбор)       |
| 7                                 | 7 сентября 1983                   | Франция                           | 3:1                               | —                                 | Товарищеский матч                   |
| 8                                 | 21 сентября 1983                  | Англия                            | 1:0                               | —                                 | Чемпионат Европы 1984 (отбор)       |
| 9                                 | 12 октября 1983                   | Люксембург                        | 6:0                               | —                                 | Чемпионат Европы 1984 (отбор)       |
| 10                                | 26 октября 1983                   | Венгрия                           | 0:1                               | —                                 | Чемпионат Европы 1984 (отбор)       |
| 11                                | 16 ноября 1983                    | Греция                            | 2:0                               | —                                 | Чемпионат Европы 1984 (отбор)       |
| 12                                | 16 мая 1984                       | Чехословакия                      | 0:1                               | —                                 | Товарищеский матч                   |
| 13                                | 6 июня 1984                       | Швеция                            | 1:0                               | —                                 | Товарищеский матч                   |
| 14                                | 8 июня 1984                       | Болгария                          | 1:1                               | —                                 | Товарищеский матч                   |
| 15                                | 12 июня 1984                      | Франция                           | 0:1                               | —                                 | Чемпионат Европы 1984               |
| 16                                | 16 июня 1984                      | Югославия                         | 5:0                               | 1                                 | Чемпионат Европы 1984               |
| 17                                | 19 июня 1984                      | Бельгия                           | 3:2                               | —                                 | Чемпионат Европы 1984               |
| 18                                | 24 июня 1984                      | Испания                           | 1:1 (4:5 пен.)                    | —                                 | Чемпионат Европы 1984               |
| 19                                | 12 сентября 1984                  | Австрия                           | 3:1                               | —                                 | Товарищеский матч                   |
| 20                                | 26 сентября 1984                  | Норвегия                          | 1:0                               | —                                 | Чемпионат мира 1986 (отбор)         |
| 21                                | 17 октября 1984                   | Швейцария                         | 0:1                               | —                                 | Чемпионат мира 1986 (отбор)         |
| 22                                | 14 ноября 1984                    | Ирландия                          | 3:0                               | —                                 | Чемпионат мира 1986 (отбор)         |
| 23                                | 8 мая 1985                        | ГДР                               | 4:1                               | 1                                 | Товарищеский матч                   |
| 24                                | 5 июня 1985                       | СССР                              | 4:2                               | —                                 | Чемпионат мира 1986 (отбор)         |
| 25                                | 11 сентября 1985                  | Швеция                            | 0:3                               | —                                 | Товарищеский матч                   |
| 26                                | 25 сентября 1985                  | СССР                              | 0:1                               | —                                 | Чемпионат мира 1986 (отбор)         |
| 27                                | 9 октября 1985                    | Швейцария                         | 0:0                               | —                                 | Чемпионат мира 1986 (отбор)         |
| 28                                | 16 октября 1985                   | Норвегия                          | 5:1                               | 2                                 | Чемпионат мира 1986 (отбор)         |
| 29                                | 13 ноября 1985                    | Ирландия                          | 4:1                               | —                                 | Чемпионат мира 1986 (отбор)         |
| 30                                | 26 марта 1986                     | Северная Ирландия                 | 1:1                               | —                                 | Товарищеский матч                   |
| 31                                | 13 мая 1986                       | Норвегия                          | 0:1                               | —                                 | Товарищеский матч                   |
| 32                                | 16 мая 1986                       | Польша                            | 1:0                               | —                                 | Товарищеский матч                   |
| 33                                | 4 июня 1986                       | Шотландия                         | 1:0                               | —                                 | Чемпионат мира 1986                 |
| 34                                | 8 июня 1986                       | Уругвай                           | 6:1                               | —                                 | Чемпионат мира 1986                 |
| 35                                | 18 июня 1986                      | Испания                           | 1:5                               | —                                 | Чемпионат мира 1986                 |
| 36                                | 10 сентября 1986                  | ГДР                               | 1:0                               | —                                 | Товарищеский матч                   |
| 37                                | 24 сентября 1986                  | ФРГ                               | 0:2                               | —                                 | Товарищеский матч                   |
| 38                                | 12 ноября 1986                    | Чехословакия                      | 0:0                               | —                                 | Чемпионат Европы 1988 (отбор)       |
| 39                                | 29 апреля 1987                    | Финляндия                         | 1:0                               | —                                 | Чемпионат Европы 1988 (отбор)       |
| 40                                | 26 августа 1987                   | Швеция                            | 0:1                               | —                                 | Товарищеский матч                   |
| 41                                | 9 сентября 1987                   | Уэльс                             | 0:1                               | —                                 | Чемпионат Европы 1988 (отбор)       |
| 42                                | 23 сентября 1987                  | ФРГ                               | 0:1                               | —                                 | Товарищеский матч                   |
| 43                                | 27 апреля 1988                    | Австрия                           | 0:1                               | —                                 | Товарищеский матч                   |
| 44                                | 5 июня 1988                       | Бельгия                           | 3:1                               | —                                 | Товарищеский матч                   |
| 45                                | 14 июня 1988                      | ФРГ                               | 0:2                               | —                                 | Чемпионат Европы 1988               |
| 46                                | 17 июня 1988                      | Италия                            | 0:2                               | —                                 | Чемпионат Европы 1988               |

Итого: 46 матчей / 5 голов; 23 победы, 5 ничьих, 18 поражений.

## Достижения
Дания
- Бронзовый призёр чемпионата Европы: 1984

«Люнгбю»
- Вице-чемпион Дании: 1981

«Пиза»
- Победитель Серии B: 1984/85
- Обладатель кубка Митропы: 1986